# Michał Kuziak
Michał Włodzimierz Kuziak (ur. w 1970) – polski historyk literatury, profesor doktor habilitowany, profesor Uniwersytetu Warszawskiego, pracuje w Zakładzie Komparatystyki Instytutu Literatury Polskiej. Obronił rozprawę doktorską i habilitacyjną w Instytucie Filologii Polskiej UJ. Autor książek poświęconych Mickiewiczowi, Słowackiemu i retoryce, a także prac dotyczących literatury romantycznej, literatury współczesnej oraz teorii literatury i komparatystyki literackiej, publikowanych w kraju i za granicą (m.in. w „Pamiętniku Literackim”, „Tekstach Drugich”, „Ruchu Literackim”, „Przeglądzie Humanistycznym”). Członek rady wydawniczej serii „Polonistik im Kontext” (LIT Verlag), a także serii „Czarny romantyzm” (UwB), "Projekty Komparatystyki" (Universitas), "Studia Romantyczne" (IBL PAN). W latach 2001–2002 stypendysta Fundacji na Rzecz Nauki Polskiej. Członek zarządu Polskiego Stowarzyszenia Komparatystyki Literackiej, a także Polskiego Towarzystwa Studiów nad Europejskim Romantyzmem. Członek rady nadzorczej Fundacji Marii Janion "Odnawianie Znaczeń". W kadencjach 2015–2019/2020–2024/2024-2028 członek Komitetu Nauk o Literaturze Polskiej Akademii Nauk.

## Wybrane publikacje
- Wielka całość. Dyskursy kulturowe Mickiewicza, Słupsk 2006
- O prelekcjach paryskich Adama Mickiewicza, Słupsk 2007
- Fragmenty o Słowackim, Słupsk 2001
- Jak mówić, rozmawiać, przemawiać?, Bielsko-Biała 2005
- Juliusz Słowacki. Wyobraźnia i egzystencja (redaktor), Słupsk 2002
- Sztuczne raje… Używki w literaturze (redaktor), Słupsk 2002
- Co i jak przepisać w historii literatury polskiej (redaktor), Słupsk 2007
- Romantyzm i nowoczesność (redaktor), Kraków 2009
- Inny Mickiewicz, Gdańsk 2013 (tłumaczenie angielskie A Different Mickiewicz, LiT Verlag 2022)
- Warszawa Chopina i początek polskiej nowoczesności, Warszawa 2022